# Хуторская (аэродром)
Хуторская — спортивный аэродром в городе Ставрополь, место базирования ставропольского аэроклуба.
Наряду с аэропортом Ставрополь (Шпаковское) входит в состав Ставропольского аэроузла.

## История
Аэродром существует с 1939 года.
До 1991 года здесь располагался Учебный авиационный центр ДОСААФ, основным направлением деятельности которого была подготовка летчиков (офицеров запаса) на самолетах Л-29, призывников для ВДВ, спортсменов-парашютистов всех категорий и проведение учебных сборов по переподготовке авиационных техников (механиков) запаса.
В связи с близостью Юго-Западного района города к аэродрому и многочисленными жалобами населения на шум создаваемый взлетающими и заходящими на посадку реактивными самолетами (Л-29), с 1989 года регулярные учебные полеты Ставропольского учебного авиационного центра ДОСААФ на самолетах Л-29 на аэродроме Хуторская не проводились. Летная практика курсантов авиацентра проводилась на других аэродромах ДОСААФ и ВВС Северо-Кавказского ВО. На аэродроме Хуторская проводились только полеты по облету и перегону реактивной техники, постоянно работало парашютное звено на самолете Ан-2.
Подготовка летчиков-спортсменов началась только с середины 1990-х годов, после реорганизации Учебного авиационного центра ДОСААФ в аэроклуб РОСТО и перехода на эксплуатацию самолетов Як-52.
По состоянию на 2010 год используется для прыжков с парашютом. На аэродроме базируются самолёты Ан-2, Як-52, несколько типов сверхлёгких летательных аппаратов, а также вертолёты. Лётное поле аэродрома имеет форму неправильного многоугольника размером 1500×500 м. В связи с размоканием грунтовой взлётно-посадочной полосы, полеты и прыжки с парашютом не проводятся в зимне-весенние месяцы (декабрь, январь, февраль, март).
В 2013 аэродром закрыт, возможно Ставропольский аэроклуб будет воссоздан  на одном из аэродромов СВВУЛШ Холодногорский или Светлоград .
Энтузиастами также начато строительство нового аэродрома в Грачёвском районе.

## Лётные происшествия
- 19.01.2013 сверхлегкий самолет «Синтал» совершил аварийную посадку[5].